# Эррера Санчес, Летисия
Летисия Эррера Санчес (исп. Leticia Herrera Sánchez; род. 11 марта 1949) — никарагуанский политик и бывший лидер партизан, одна из первых женщин-командиров Сандинистского фронта национального освобождения (СФНО), боровшегося против диктаторского правительства Анастасио Сомосы в Никарагуа с 1974 по 1979 год.

## Ранние годы
Летисия Эррера родилась в провинции Пунтаренас (Коста-Рика), где тогда в изгнании пребывал её отец, никарагуанский рабочий и синдикалист, подвергавшийся преследованиям в период диктатуры Сомосы. Своё образование Эррера получала в Коста-Рике, где в 14 лет уже сформировала социалистическую организацию в институте, где училась.

## Партизанская деятельность

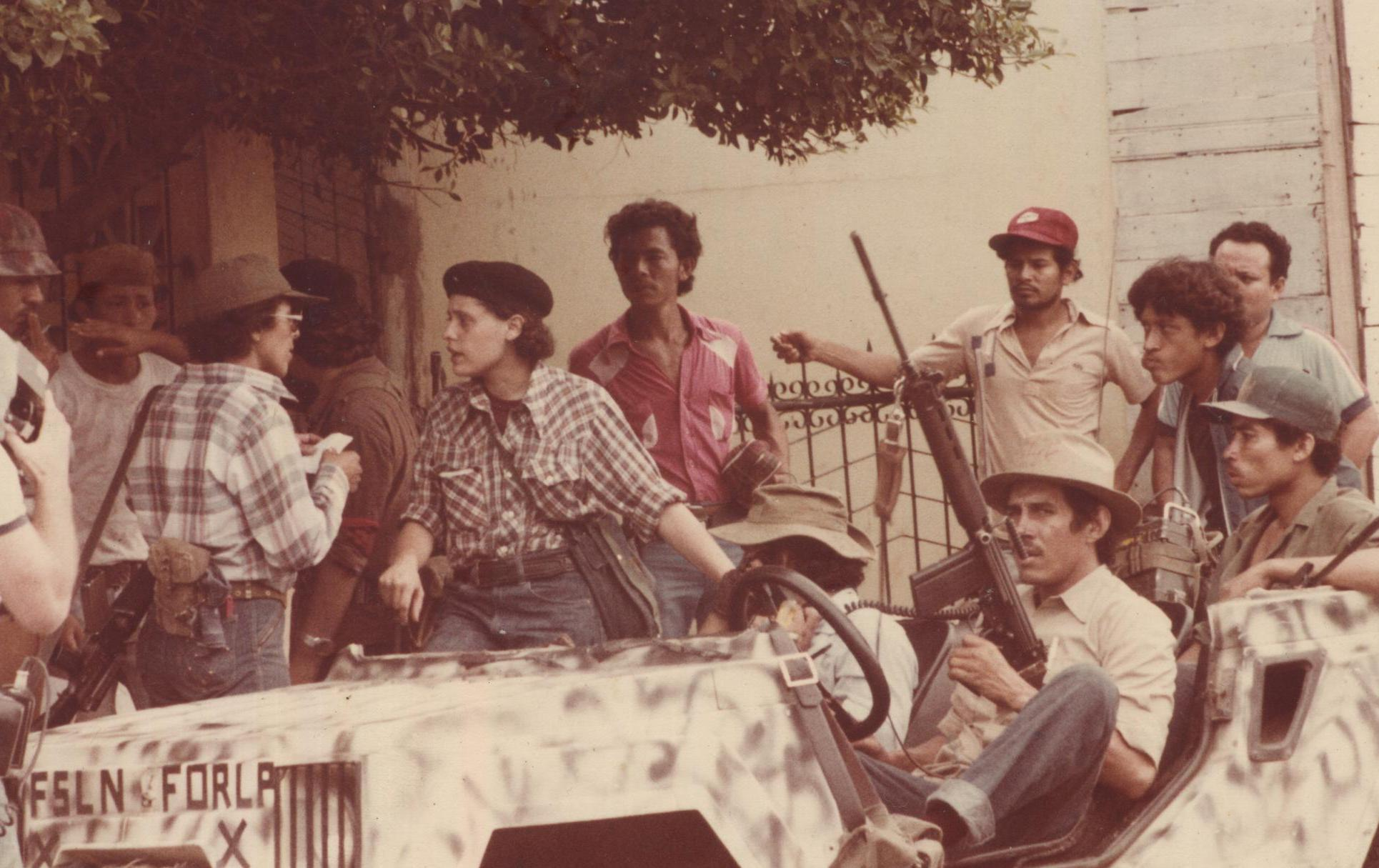
Летисия Эррера, Дора Мария, Фанор Уррос (Мариано) и Эль Гато в июне 1979 года

Благодаря стипендии Эррера отправилась в СССР, где училась в московском Университете дружбы народов, который она закончила со степенью в области права. В 1968 году, во время учёбы в советском университете, она была завербована членами местной ячейки Сандинистского фронта национального освобождения, таким образом присоединившись к никарагуанскому партизанскому движению.
Её участие в партизанской деятельности требовало военной подготовки, для чего она отправилась в Ливан, где тренировалась у бойцов Организации освобождения Палестины. В 1970 году Эррера начала свой долгий путь по возвращению в Никарагуа, который вёл её через Италию, Испанию, Мексику, Гватемалу и Гондурас, наконец в 1974 году она присоединилась к отряду Хуана Хосе Кесады.
После принятия в отряд, чтобы сохранить её личность в тайне, ей дали боевые псевдонимы «Вичи» и «Мириам».
В том же году Эррера была одним из руководителей операции «Декабрьская победа», представлявшей собой штурм резиденции президента Сомосы, в ходе которого в заложники были взяты высокопоставленные правительственные чиновники. В результате, между представителями режима Сомосы и партизанским командованием состоялись переговоры, приведшие к обмену захваченных чиновников на политзаключённых из числа СФНО. Успех этой операции был важной политической победой СФНО, даже несмотря на то, что Сандинистская революция случилась только спустя почти пять лет.
На протяжении всего своего участия в партизанской деятельности, которой она отдала 10 лет своей жизни, Эррера выполняла множество разнообразных задач, в том числе отвечала за безопасность Даниэля Ортеги, вернувшегося в Манагуа после своего освобождения. Он же стал отцом второго из троих детей Летисии.

## После революции
После победы СФНО в революции Летисия Эррера была отстранена от военной деятельности и переведена на работу по проведению кампаний по ликвидации неграмотности и улучшения системы здравоохранения, направленного на снижение младенческой и материнской смертности в Никарагуа.
С 1985 по 1996 год Эррера являлась депутатом Национальной ассамблеи Никарагуа, а с 1985 по 1990 год — её вице-президентом. Она была главой Сандинистского комитета обороны, где работала с регионами, общинами и муниципалитетами над созданием бригад по охране здоровья, грамотности и революционной бдительности.
В 2007 году она была назначена правительством Ортеги консулом Никарагуа в Коста-Рике, а в 2010 году — консулом в Панаме.
Эррера возглавляла Управление альтернативного разрешения конфликтов (DiRAC) до своего увольнения в 2014 году.

## Работы
- Guerrillera, mujer y comandante de la Revolución sandinista, memorias de Leticia Herrera (2013), Icaria, ISBN 9788498884944[3]